# Хранислав Драгутиновић
Хранислав Драгутиновић (Коњарник, Општина Житорађа, 1936 — Прокупље, 2009) био је југословенски и српски глумац, новинар, редитељ, руководилац Прокупачког позоришта и Дома културе.

## Биографија
Хранислав Драгутиновић потиче из уметничке породице. Почев од оца Радоја, који је објављивао песме тридесетих година XX века, сво петоро деце из ове породице, било је везано за уметност: најстарији Андрија био је писац и новинар, Видосава је била директор Топличке библиотеке, Божидар и Хранислав бавили су се глумом и сликарством, а најмлађа, Љиљана Драгутиновић је позната глумица.
Из родног Коњарника, по завршетку гимназије у Прокупљу, Хранислав одлази у Београд. Гглуму студира на Академији драмских уметности у Београду у класи  Мате Милошевића, са  Михаилом Мишом Јанкетићем, Љубишом Самарџићем и Десимиром Станојевићем. У току студија, због лошег материјалног стања родитеља, ради хонорарно као спикер Радио Београда и Радио Титограда, а једно време и  као телевизијски водитељ.
После студија, игра у филму Дуги бродови, са највећим именима америчке и југословенске кинематографије. Почео је и снимање још једног пројекта који је нажалост морао да прекине због болести. Неколико пута се појављује и као глумац гост Нишког и Пиротског позоришта.
Због болести долази да ради и живи у Прокупљу. Хранислав је радио као новинар, глумац, редитељ, а од друге половине XX века постаје први човек Прокупачког позоришта и Дома културе.
Поводом педесетогодишњице прве представе одигране у Прокупљу, Хранислав 1969. године режира представу Ђидо и у глумачки живот уводи сестру Љиљану.
Својим радом доприноси развоју духовности, културе, драмског стваралаштва и новинарства у Прокупљу. Неке од значајнијих представа које је режирао у прокупачком позоришту су: Зона Замфирова, Омер и Мерима, Бела кафа, Пут око света, Хитлер у Партизанима, Незнани јунак, Хамлет из Мрдуше доње, Ђекна још није умрла а каће не знамо и др.
У част човека који је дао огроман допринос развоју културе и позоришног живота града Прокупља, аматерско позориште у Прокупљу од 2010. године, носи назив Аматерско позориште Хранислав Драгутиновић.

## Професионалне улоге
Представа „Виловњак са западних страна“, Београд, Југословенско драмско позориште, 18.01.1962. године
Представа „Ђаволов ученик“, Ниш, Народно позориште, 22.5.1973. године
Представа „Командант Сајлер“, Пирот, Народно позориште, 10.1.1974. године

## Награде и признања
Бавећи се дуго година посвећеним радом на аматерској глумачкој сцени у Србији, освојио је многа признања културно просветних установа и синдиката. Нека од њих су:
Златна значка за несебичан, предан и дуготрајан рад у стваралачком доприносу на ширењу културе - Културно-просветна заједница Србије
Диплома - Савез аматера Србије
Награда за најбољу режију представе ”Свети Георгије убија аждају” - Веће савеза синдиката Србије
Звање глумац века - Телевизија ”Грк” из Прокупља
Повеља са плакетом за вишегодишњи рад у развоју културе - Самоуправна заједница културе Топлице
Светосавска повеље Топличког округа за нарочити труд на просвећивању и развоју духовности и ширењу културе
Писао је и објављивао у разним часописима, и веома често сликао. Преминуо је 2009. године, сахрањен је у родном Коњарнику.